# Горюнков, Алексей Анатольевич
Алексей Анатольевич Горюнков (род. 20 декабря 1979, Москва, Россия) — российский химик, заведующий кафедрой физической химии Химического факультета Московского государственного университета имени М. В. Ломоносова.

## Биография
Алексей Горюнков родился в 1979 г. в г. Москва в семье инженеров. С 8 класса обучался в специализированном классе биолого-химического профиля школы № 218. Был призёром различных московских городских и всероссийских олимпиад. После окончания школы в 1996 г. поступил на химический факультет МГУ им. М. В. Ломоносова, где обучался в специализированной физико-химической группе. После обучения и защиты дипломной работы в 2001 г. ему была присуждена квалификация химик.
В 2001 г. поступил в аспирантуру химического факультета МГУ им. М. В. Ломоносова на кафедру физической химии. В 2003 г. был зачислен на должность младшего научного сотрудника МГУ. Во время аспирантуры проходил стажировки в Колорадском Университете (группа профессора Стивена Страуса), Свободном университете Берлина (группа профессора Кондрада Зеппельта), Университете им. Гумбольдта (группа профессора Эрхарда Кемница). В 2005 г. защитил кандидатскую диссертацию (научный руководитель - профессор Л.Н.Сидоров), а в 2011 г. защитил докторскую диссертацию.
С 2014 года является заведующим лабораторией термохимии им. В.Ф.Лугинина кафедры физической химии химического факультета МГУ. В 2019—2020 г. был заместителем заведующего кафедрой физической химии по научной работе, в 2020—2021 г. — и. о. заведующего кафедрой физической химии, с 2021 г. заведует кафедрой физической химии химического факультета МГУ. Под его руководством были организованы и реорганизованы некоторые лаборатории химического факультета МГУ.
С 2017 по 2021 г. был членом диссертационного совета МГУ по специальности «физическая химия», с 2021 г. - председатель диссертационного совета.

## Научная и педагогическая деятельность
Работы Алексея Горюнкова посвящены химии и физико-химическим свойствам углеродных наноструктур. Им с соавторами были разработаны методы теоретического прогнозирования, направленного синтеза и экспериментального определения особенностей молекулярного и электронного строения углеродных наноструктур и материалов на их основе, имеющих перспективы для применения в области органической электроники и в технологиях возобновляемых источников энергии.
Особенное место в работах занимают фуллерены и их производные, имеющие применимость в преобразовании энергии света в электроэнергию. Наравне с синтезом новых производных фуллеренов, работы также затрагивают изучение химических, термодинамических и структурных свойств данных соединений.
Помимо фуллеренов, группа Алексея Горюнкова занимается исследованием полиенов, перспективных для конструирования оптоэлектронных устройств. Алексей Горюнков также координирует совместную научно-исследовательскую работу с зарубежными научными группами.
А.А.Горюнковым разработаны и читаются курсы лекций для студентов IV—VI курсов химического факультета МГУ, такие как "Введение в специальность", "Прикладные аспекты современной химии", "Химия углеродных наноструктур" а также для студентов Бакинского филиала МГУ.
С 2022 г. входит в состав редакционной коллегии журнала «Физическая химия».
Всего за период научной работы Алексеем Горюнковым и в соавторстве было опубликовано более 110 работ в ведущих российских и международных научных журналах, суммарное цитирование работ более 1500.

## Награды
Алексей Горюнков был дважды лауреатом конкурса «Грант поддержки талантливых студентов, аспирантов и молодых учёных МГУ им. М. В. Ломоносова» (2007, 2009 гг.).
Его научные работы дважды были отмечены Стипендией МГУ имени М. В. Ломоносова для молодых преподавателей и научных сотрудников (2009, 2011 гг.).
Является победителем конкурсов молодых научных сотрудников МГУ (первая премия 2015 г., вторая премия 2016 г.).
Алексей Горюнков и коллектив под его руководством стали победителями конкурсов проектов РФФИ, гранта Президента РФ, федеральной целевой программы Российского Научного Фонда, а также победителями конкурса молодых лидеров научных коллективов МГУ (2017)